# 少年犯

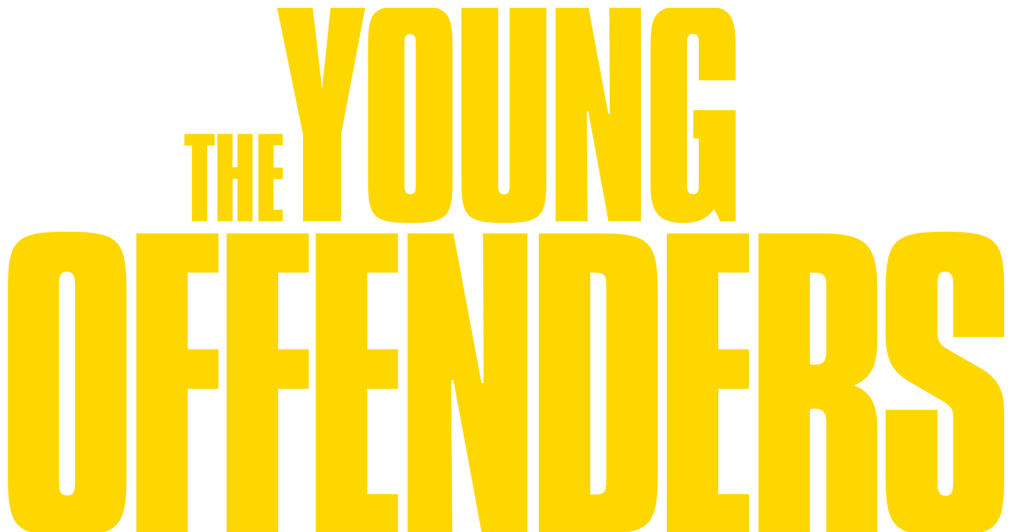
用于《少年犯》系列的标志

《少年犯》是爱尔兰制作的电视情景喜剧。同名的电影于2018年2月1日上映后受到普遍好评，因此制作方决定将其制作成电视剧。该系列讲述了“少年犯”Conor MacSweeney和Jock O'Keeffe的生活。